# 葦津珍彦
葦津 珍彦（あしづ うずひこ、1909年〈明治42年〉7月17日 - 1992年〈平成4年〉6月10日）は、日本の神道家。「神社新報」主筆。

## 経歴
葦津耕次郎の長男として福岡県筥崎（現・福岡市東区箱崎）に生れる。葦津家は筥崎宮の社家の一つである大神家の末裔であり、伯父である葦津洗造は同宮の宮司であった。1922年（大正11年）東京府立第五中学校に入学。この頃から社会主義に憧れ、社会科学研究会に参加し、関連する書物を読み漁ったという。周囲はこれを心配し、卒業後は國學院大學に進んだ。別に東京外国語学校（現：東京外国語大学）にも入学するが、いずれも退学した。1928年（昭和3年）には福島高等商業学校（現・福島大学）に入学するも、翌年退学。1931年、日本共産党に所属する友人の勧めでアカハタに巻頭論文を執筆した。しかし、翌年2月には父の影響を受けて父と同じ「祭政一致の天皇国日本」実現を理想とする伝統保守の尊皇神道へと転向したとされる。
1932年（昭和7年）、父の営んでいた事業を継いで社寺工務所の代表として神社建築業に従事する。この時期、頭山満や今泉定助、高山昇、緒方竹虎、内田良平、井上孚麿らと交流をもち、太平洋戦争が始まる前は、この戦争を「必敗の戦い」であるとして反対運動を行い、開戦後は開戦の詔勅に示された「やむにやまれぬ独立国としての存続を確保する」戦争目的のみを守り続けることを主張するなど、独自の政治的活動を展開した。戦時中には日本の同盟国であったナチス・ドイツや、東條英機内閣の政策を批判する論文が発禁となり、逮捕された事もあった。
戦後すぐ会社を解散し吉田茂（内務省出身）、宮川宗徳（のち本庁事務総長）や、徳川宗敬（のち本庁統理）らを補佐し、神社本庁の設立に尽力し、さらに本庁の教学広報の一環として『神社新報』が創刊されると、主筆と共に発行母体の神社新報社の経営も引き受けた。
1968年（昭和43年）の退職後も執筆活動や後学の指導にあたり、国体護持・神社護持運動の最前線にあって、神道界（日本を守る国民会議を経て、現：日本会議）や民族派運動（日本青年協議会）、などに大きな影響を与え続けた。一方で戦時中自らが批判していた東條らA級戦犯の合祀には敗戦の責任から疑義を呈していた（なお、靖国神社は神社本庁の別表神社ではない）。1992年（平成4年）、鎌倉市の自宅にて死去。享年82。
葦津との論争の経験もある橋川文三は、葦津を「保守派中の先鋭なポレミスト」と評した上で、その天皇制論を「伝統的右翼者流の水準をこえたものとして注目される」とし、天皇制の問題を欧州政治思想史の研究を背景とする比較制度論的見地からとらえようとする、いわば「国体論」の開かれた形態を追求する点が特徴であるとしている。
大石義雄は、『憲法二十年』で葦津の『土民のことば』を称賛し、葦津を「今様北畠親房」と表現した。
戦後は『思想の科学』編集者でもあった市井三郎や鶴見俊輔、論客竹内好などとも思想的立場を超え交友があり、同誌にもしばしば寄稿していた。
また、朝鮮の文化にも造詣が深く、日本統治時代の朝鮮における独立運動家だった呂運亨とも交流があった。葦津は、朝鮮大学校を訪問した際、応接室の真ん中に金日成の肖像が飾られているのを見て感激し、「今の日本人にはこれがないからだめなんだ。かつては天皇陛下の『御真影』がどこの学校にも奉られていた、あの状況をまた取り戻さなきゃあ」と述べたという。

## 親族

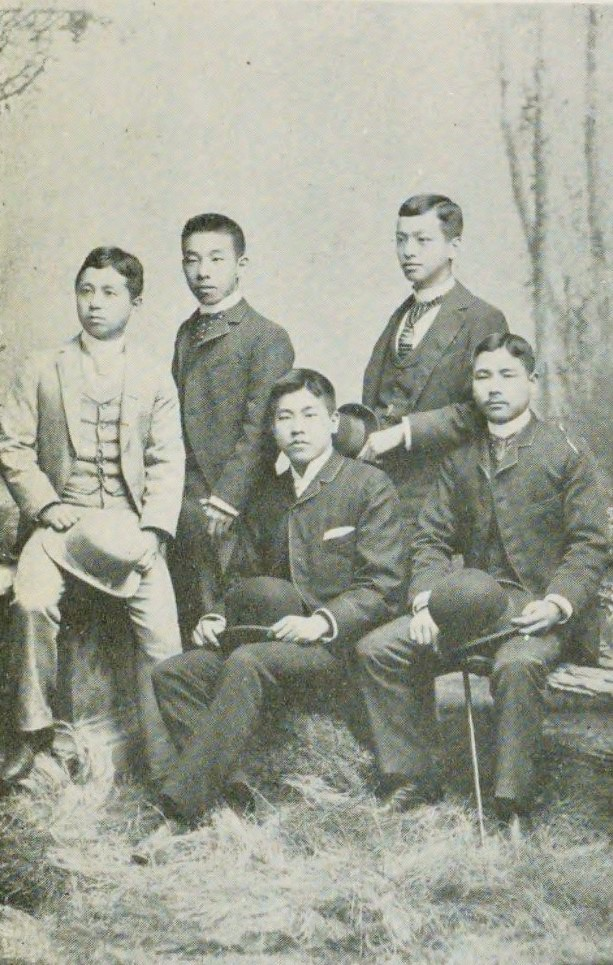
大三輪奈良太郎（後列中央）

- 父・葦津耕次郎（1878-1940） - 神道家[9]。筥崎宮に奉職し神明奉仕に励み、後には鉱山業や社寺建築業を営む実業家として活躍する一方、朝鮮神宮御祭神論争など神道・神社の見地から時の政治・社会問題に発言する言論人としても活躍[10]。民間の神道人として活動しつつ、玄洋社の頭山満と親交を結ぶなど独自の活動をした[11]。著書に『日支事変の解決法』[12]。耕次郎の兄・葦津洗造は官幣中社筥崎宮宮司[13]
- 祖父・葦津磯夫（-1903） - 筥崎宮宮司[14]。一時、官幣大社香椎宮宮司も兼任[15]。福岡農学校校長として横井時敬を招いて日本の農業改革に関わった[16]。
- 大伯父・大三輪長兵衛（1835-1908） -祖父の兄。大阪の油屋、米屋の手代を経て、松前問屋を開き[17]、のちに綿貿易で財を成し、第五十八国立銀行頭取、大阪手形交換所会頭、大阪府会議長、同市会議長等を歴任、1898年に衆議院議員[18][19][20][21]。五代友厚とも親しかった[22]。朝鮮国王・高宗とも通じ、朝鮮政府典圜局の新貨幣発行事業の顧問となり、交換局会弁なる総裁職を任じられた[18]。長兵衛の長男・大三輪奈良太郎 (1867年生)は、米国遊学後、日本銀行を経て名古屋明治銀行頭取[23][24]。その前妻きよは岩村高俊の娘、後妻の美弥は山内豊盈(山内容堂弟)の娘[14]。
- 曽祖父・大神嘉納 - 神職。筥崎宮の権大宮司・大神一貞の次男[25]。妻は福岡藩士・井上弥七（弥八）の娘[14][26]。兄（一貞の長男）の大神多門は、神仏習合で仏教の下に置かれていた神道の復活のため、神仏分離を求めて京の一条家を頼りにしたところ、福岡藩寺社奉行の怒りを買い、玄海島に遠島され、その地で没した[14][9]。その影響で大神家は筥崎宮を追われ、大三輪長兵衛が商人として成功するまで極貧生活を強いられたという[14]。
- 長男・葦津泰国（1937 - 2024） - 東京都立大学卒。神社新報社・元社長ほか。著書に『大三輪長兵衛の生涯』（葦津事務所、2008年）などがある。

## 著書
- 『日本民族の世界政策私見』 日の丸組、昭和9年（1934年）
- 『論集』 兄弟社、昭和17年（1942年）
- 『臣民の権利』 報國新報社、昭和17年（1942年）
- 『終戦始末記』 神社新報非公開文書、昭和22年（1947年）
- 『日本国憲法は如何にして作られたか』 神社新報非公開文書、昭和23年（1948年）
- 『共産思想の追放』 神道青年全国協議会、昭和24年（1949年）
- 『天皇意思と一般意思』 神社新報社、昭和27年（1952年）
- 『天皇・神道・憲法』 神社新報社政教研究室、昭和29年（1954年）
- 『憲法はこのまヽでよいか』 神社新報社政教研究室、昭和30年（1955年）
- 『現代神社の諸問題』 神社新報社、昭和30年（1955年）
- 『近代政治と良心問題』 神社新報社、昭和30年（1955年）
- 『神社新報編集室記録』 神社新報社、昭和31年（1956年）
- 『宗教法人法改正の前提』 神社本庁、昭和32年（1957年）
- 『皇位と神宮』 神社本庁調査部、昭和32年（1957年）
- 『神宮と国家』 神社本庁調査部、昭和32年（1957年）
- 『中華革命とロシア革命』 内外維新研究所、昭和33年（1958年）
- 『国法と宗教』 神社本庁調査部、昭和33年（1958年）
- 『三笠宮殿下へ御忠告』 国民の祝日研究会、昭和34年（1959年）
- 『神宮制度改正要綱』 財団法人伊勢神宮奉賛会、昭和34年（1959年）
- 『伊勢神宮の制度改正について』 神社本庁、昭和34年（1959年）
- 『神社と皇位と』 神社本庁、昭和35年（1960年）
- 『土民のことば 信頼と忠誠との情理』 神社新報社、昭和36年（1961年）
- 『神宮と皇位と』 神社本庁、昭和36年（1961年）
- 『天皇・祭祀・憲法』 神社本庁、昭和37年（1962年）
  - 増訂版・同、昭和43年（1968年）
- 『皇位継承と祖宗の神器』 兄弟文庫、昭和37年（1962年）
- 『神宮と憲法』 神社新報社、昭和38年（1963年）
- 『明治維新と東洋の解放』 新勢力社、昭和39年（1964年）
  - 新版・皇學館大学出版部、平成7年（1995年）
- 『維新問答』 神社新報社、昭和40年（1965年）
- 『大アジア主義と頭山満』 日本教文社、昭和40年（1965年）、改訂版1972年
- 『日本の君主制 天皇制研究』 神社新報社・新勢力社、昭和41年（1966年）
- 『明治維新と現代日本』 神社本庁明治維新百年記念事業委員会、昭和41年（1966年）
- 『青春の日忘れがたし』 無題私家版論文集、昭和42年（1967年）
- 『ロシヤ革命史話』 新勢力社、昭和42年（1967年）
- 『神社と宗教について』 神社新報社政教研究室、昭和43年（1968年）
- 『神道的日本民族論』 神社新報社、昭和44年（1969年）
- 『武士道 戦闘者の精神』 徳間書店、昭和44年（1969年）
  - 新版・神社新報社、平成14年（2002年）
- 『維新への展望』 神社本庁及び新日本協議会東京都支部連合会、昭和44年（1969年）
- 『今泉定助先生を語る』（正・続） 日本大学今泉研究所、昭和44年（1969年）
- 『日本人の忠誠心について』 日本大学今泉研究所、昭和44年（1969年）
- 『暴力革命より恐るべき「平和革命」』 神社本庁時局対策本部、昭和44年（1969年）
- 『公明党糾弾論とその批判』 神社本庁時局対策本部、昭和45年（1970年）
- 『葦津耕次郎追想録』、昭和45年（1970年）、私家版
- 『天皇 日本のいのち』 日本教文社、昭和46年（1971年）、編著[27]
- 『国体問答』 神社新報社、昭和46年（1971年）
- 『祭祀と統治の間』 神道政治連盟、昭和46年（1971年）
- 『忠誠の心理と論理』 神道政治連盟、昭和47年（1972年）
- 『近代民主主義の終末 日本思想の復活』 日本教文社、昭和47年（1972年）
- 『天皇 日本人の精神史』 神社新報社、昭和48年（1973年）
- 『異郷の同胞を祖国へ』 神道政治連盟、昭和48年（1973年）
- 『革命と反革命・ロシア革命史話（抄）』 神道政治連盟、昭和48年（1973年）
- 『皇室の高貴なる精神の伝統』 皇學館大學出版部、昭和49年（1974年）
- 『新勢力創立二十周年記念 葦津先生御講演』 大昭会・新勢力クラブ、昭和50年（1975年）
- 『永遠の維新者』 二月社、昭和50年（1975年）。西郷南州伝ほか
  - 新版・葦書房、昭和56年（1981年）
- 『現代社会思潮と日本文明』 神社本庁時局対策本部、昭和51年（1976年）
- 『山田顕義と日本法学』 日本大学今泉研究所、昭和53年（1978年）
- 『天皇制への疑問と回答』 大東塾出版部、昭和54年（1979年）
- 『大日本帝国憲法制定史』 サンケイ新聞社、昭和54年（1979年）
- 『みやびと覇権 類纂天皇論』 日本教文社、昭和55年（1980年）
- 『時の流れ 戦後三十有余年時評集』 神社新報社、昭和56年（1981年）
- 『宗教法人法とその税制』 神社新報社法律研究会、昭和60年（1985年）
- 『神国の民の心』 島津書房、昭和61年（1986年）
- 『国家神道とは何だったのか』 神社新報社、昭和62年（1987年）
  - 新版・阪本是丸註 神社新報社、平成18年（2006年）
- 『天皇 昭和から平成へ』 神社新報社「神社新報ブックス」、平成元年（1989年）
- 『一神道人の生涯 高山昇先生を回想して』 東伏見稲荷神社、平成4年（1992年）。非売品
- 『明治憲法の制定史話』神社新報社、平成30年（2018年）

### 著作集
- 『葦津珍彦選集』 同・編集委員会編[28]／神社新報社、平成8年（1996年）

1. 天皇・神道・憲法
2. 維新の継承者として
3. 時局・人物論

- 『「昭和を読もう」葦津珍彦の主張シリーズ』 葦津事務所、平成17年（2005年）- 平成19年（2007年）

1. 日本の君主制 天皇制の研究
2. 永遠の維新者
3. 近代民主主義の終末 日本思想の復活
4. 土民のことば 信頼と忠誠との情理
5. 大アジア主義と頭山満
6. 昭和史を生きて 神国の民の心

## 回想
- 葦津大成『父、兄、私と大東亜戦争　次代への伝言』（神社新報ブックス、1999年）、親族の回想
- 『次代へつなぐ葦津珍彦の精神と思想　生誕百年・歿後二十年を記念して』（神社新報ブックス、2012年）、追想集